# Liga 1 (baschet masculin)

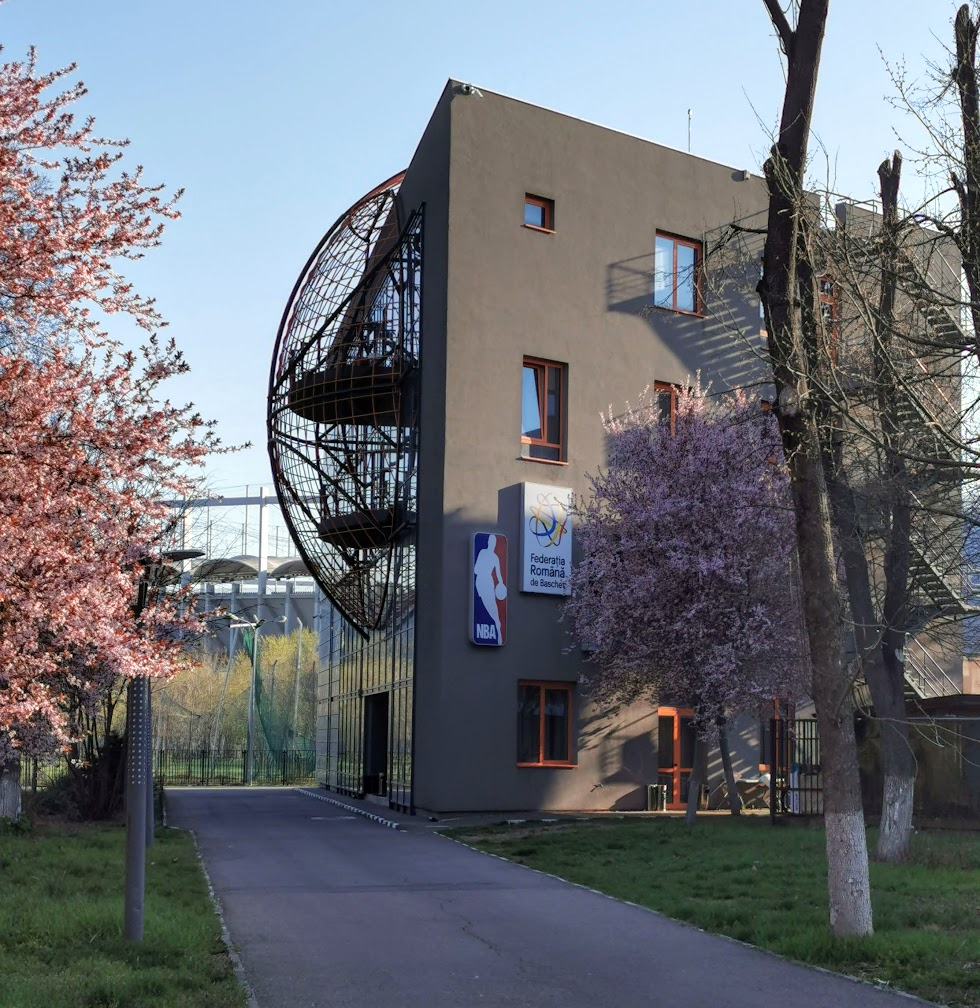
Sediul Federației Române de Baschet

Liga 1 (baschet masculin) este al doilea eșalon valoric al baschetului masculin românesc. A fost fondată în 2013, an în care titlul a fost cucerit de Steaua București. Competiția adună la start 18 echipe împărțite în două grupe.

## Istoric
În 2018, Federația Română de Baschet (FRB) a fuzionat Liga 1 într-un format unificat de Ligă Națională, cu grupe bazate pe valori, dizolvând efectiv Liga 1 ca o competiție separată.
În 2019, după un sezon sub acest format, FRB a restabilit Liga 1 ca ligă oficială de nivel secund. Liga 1 reînființată a inclus echipe compuse exclusiv din jucători români și a permis participarea echipelor satelit din cluburile de primă divizie, deși aceste echipe nu erau eligibile pentru promovare. Promovarea și retrogradarea între Liga 1 și prima divizie au fost menținute prin turnee de play-off.

## Format
Liga in trecut a fost formată din 4 grupe de câte 6 sau 7 echipe.
Actualmente sezonul regulat este format din două faze. Faza a I-a a grupelor începe în luna octombrie și se termină în ianuarie. Fiecare echipă dispută câte două meciuri împotriva celorlalte din grupă (12 meciuri în total), în sistem tur-retur. Primele patru clasate din fiecare grupă se califică pentru faza a II-a in grupa 1-8, iar celelalte trei din fiecare grupă joacă în grupa 9-14. 
În Faza a II-a, din nou se joacă meciuri fiecare cu fiecare, tur-retur (un total de 14 partide). Primele 4 clasate merg în turneul de promovare unde se va juca după sistemul cel mai bun din 5 meciuri astfel: locul 1 vs locul 4, locul 2 vs locul 3, primele două meciuri urmând să se dispute la echipa cea mai bine clasată. În grupa 9-14, se joacă de asemenea meciuri fiecare cu fiecare, tur-retur, pentru stabilirea unui clasament în urma căruia se vor afla echipele care vor retrograda în Liga II.

## Campionii pe sezoane
| Sezon   | Campion                  | Vicecampion                  | Locul 3                    | Locul 4                      |
| ------- | ------------------------ | ---------------------------- | -------------------------- | ---------------------------- |
| 2012-13 | Steaua București         | CS Concordia Chiajna         | CSU Știința București      | Politehnica CSS Unirea Iași  |
| 2013-14 | CSU Știința București    | CS Universitatea Cluj-Napoca | CSM VSKC Miercurea Ciuc    | CS Rapid București           |
| 2014-15 | CS Phoenix Galati        | Dinamo București             | CSU Știința București      | Politehnica Iași             |
| 2015-16 | CS Municipal Ploiești    | Municipal Olimpic Baia Mare  | BC Timba Timișoara         | Politehnica Iași             |
| 2016-17 | BC Timba Timișoara       | CSU Știința București        | CS Politehnica Iași        | Rapid București              |
| 2017-18 | CS Cuza Sport Brăila     | CSU Știința București        | CSM Constanța              | CNAV Eagles București        |
| 2018-19 | Nu s-a disputat.         | Nu s-a disputat.             | Nu s-a disputat.           | Nu s-a disputat.             |
| 2019-20 | Rapid București          | CS Agronomia București       | CN Aurel Vlaicu            | CS Universitatea Cluj        |
| 2020-21 | Rapid București          | CS Municipal Ploiești        | CS Universitar Târgu Mureș | CS Agronomia București       |
| 2021-22 | CS Municipal Târgu Mureș | ABC Laguna Sharks București  | BC CSU 2 Sibiu             | CSU Știința București        |
| 2022-23 | CSM Corona Brașov        | CS Vâlcea 1924 Rm. Vâlcea    | CS Agronomia București     | CS Politehnica Iasi          |
| 2023-24 | Steaua București         | CS Agronomia București       | CS Politehnica Iasi        | CS Universitatea Cluj-Napoca |

## Campioni
| Loc | Cluburi                     | Titluri | Sezoane câștigătoare | Locul 2 | Sezoane locul 2  |
| --- | --------------------------- | ------- | -------------------- | ------- | ---------------- |
| 1   | Rapid București             | 2       | 2019-20, 2020-21     | –       | –                |
| 1   | Steaua București            | 2       | 2012-13, 2023-24     | –       | –                |
| 3   | CSU Știința București       | 1       | 2013-14              | 2       | 2016-17, 2017-18 |
| 4   | CS Municipal Ploiești       | 1       | 2015-16              | 1       | 2020-21          |
| 5   | CS Phoenix Galati           | 1       | 2014-15              | –       | –                |
| 5   | BC Timba Timișoara          | 1       | 2016-17              | –       | –                |
| 5   | CS Cuza Sport Brăila        | 1       | 2017-18              | –       | –                |
| 5   | CS Municipal Târgu Mureș    | 1       | 2021-22              | –       | –                |
| 5   | CSM Corona Brașov           | 1       | 2022-23              | –       | –                |
| 10  | CS Agronomia București      | –       | –                    | 2       | 2019-20, 2023-24 |
| 11  | CS Concordia Chiajna        | –       | –                    | 1       | 2012-13          |
| 11  | CS Universitatea Cluj       | –       | –                    | 1       | 2013-14          |
| 11  | Dinamo București            | –       | –                    | 1       | 2014-15          |
| 11  | Municipal Olimpic Baia Mare | –       | –                    | 1       | 2015-16          |
| 11  | ABC Laguna Sharks București | –       | –                    | 1       | 2021-22          |
| 11  | CS Vâlcea 1924 Rm. Vâlcea   | –       | –                    | 1       | 2022-23          |

## Titluri pe orașe
| BucureștiBrașovBrăilaGalațiPloieștiTârgu MureșTimișoara Locațiile campioanelor din România. · Albastru: peste 10 titluri; Verde: 6-10 titluri; Galben: 2-5 titluri; Roșu: un titlu. | Steaua RapidCSU Știința Campioanele din București. · Albastru: peste 10 titluri; Verde: 6-10 titluri; Galben: 2-5 titluri; Roșu: un titlu. |

| Regiune      | Județe    | Orașe       | Titluri | Cluburi                                                    |
| ------------ | --------- | ----------- | ------- | ---------------------------------------------------------- |
| Muntenia     | București | București   | 5       | Rapid București (2), Steaua (2), CSU Știința București (1) |
| Muntenia     | Prahova   | Ploiești    | 1       | CS Municipal Ploiești (1)                                  |
| Moldova      | Galați    | Galați      | 1       | CSU Phoenix Galați (1)                                     |
| Banat        | Timiș     | Timișoara   | 1       | BC Timba Timișoara (1)                                     |
| Muntenia     | Brăila    | Brăila      | 1       | CS Cuza Sport Brăila (1)                                   |
| Transilvania | Mureș     | Târgu Mureș | 1       | CS Municipal Târgu Mureș (1)                               |
| Transilvania | Brașov    | Brașov      | 1       | CSM Corona Brașov (1)                                      |